# ユキシャコ
ユキシャコ （雪鷓鴣、学名：Lerwa lerwa）は、キジ目キジ科に分類される鳥類の一種である。本種1種でユキシャコ属を形成する。

## 分布
チベット、ヒマラヤ、カシミール、アフガニスタン、中国の雲南地方に分布する。

## 形態
体長約34cm。頭から尾までの上体は、白と黒の横斑がある。背中は褐色。胸から脇は白く栗色の太い縦斑が入る。虹彩は赤褐色。嘴と足は赤い。雌雄同色である。尾羽は14枚。
雄の足には距があるが、メスにはない。

## 生態
ヒマラヤ山系の標高3000-5000ｍの高地に生息する。雪上に群生しており、冬季も低地には降りてこない。
食性は主に植物食で、苔類などを食べる。
岩下のくぼ地などに枯れ草や苔を敷いて巣を作る。繁殖期は5-7月で1腹3-5個の卵を産む。